# Platysteira cyanea
El batis-carunculado gorgipardo (Platysteira cyanea) es una especie de ave paseriforme de la familia Platysteiridae propia de África. Es un pájaro insectívoro pequeño.

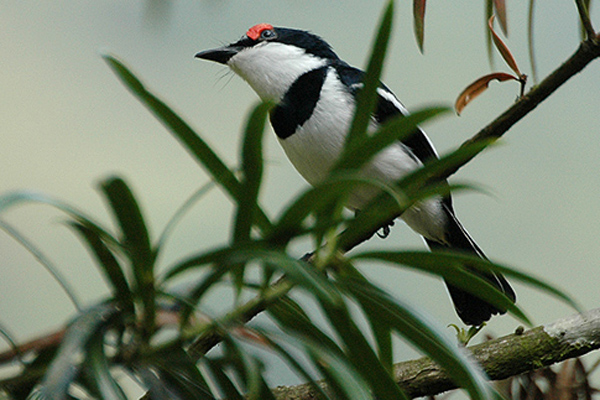
Macho en Bwindi, suroeste de Uganda.

## Descripción
El adulto del batis-carunculado gorgipardo mide unos 14 cm de largo. El macho adulto posee partes inferiores de color negro lustroso, y partes inferiores blancas con una franja negra definida en el pecho. Posee una ancha banda blanca en el ala, y zonas de carúncula rojiza alrededor del ojo.
La parte superior de las hembras es de color gris oscuro, y también tienen la franja blanca en el ala y la carúncula en el ojo. Posee una pequeña mancha blanca bajo el pico y la garganta y el pecho son granate, separados del vientre blanco por una franja negra en el pecho.
Estas aves por lo general se las encuentra en parejas o pequeños grupos. Su llamada es muy característica y se compone de seis notas doo-dd-dum-di-do-do.

## Distribución y hábitat

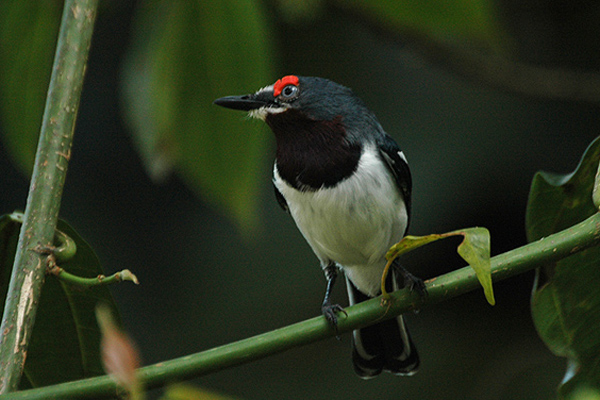
Mujer, Uganda

La especie anida en el oeste, centro y noreste de África tropical. Esta es una especie común que se encuentra en el bosque secundario y otras zonas boscosas, incluidos jardines. Pone sus huevos en un nido en forma de pequeña taza construido con líquenes y telas de araña en la zona baja de un árbol o en un arbusto.